# F–105 Thunderchief
A Republic F–105 Thunderchief szuperszonikus vadászbombázó repülőgép, melyet az 1950-es években fejlesztettek ki az Egyesült Államokban, elsősorban atomfegyverekkel végrehajtott kis magasságú csapásmérésre, az F–100 Super Sabre leváltására. A 2 Mach sebesség elérésére képes, nyilazott szárnyú repülőgép fő fegyverzetét a törzsben kialakított bombatérben szállította. A vietnámi háború első felében meghatározó szerepet játszott, egyik változata, az F–105G Wild Weasel volt az egyik első, légvédelmi lokátorok elleni harcra (SEAD, Supression of Enemy Air Defenses) felkészített repülőgép. Ez a típus volt az egyetlen olyan amerikai repülőgép, melyet nagy számú veszteségei miatt vontak ki a frontvonalról. Személyzete körében gyakran a „Thud” becenévvel illették.
A Mach 1 sebességet elérni képes F–100-ast követően az F–105 ugyancsak fel volt szerelve rakétákkal és egy gépágyúval; habár tervezésénél a nagy sebességgel kis magasságon történő behatolás volt a fő szempont, illetve a belső bombatárolóban hordozott nukleáris fegyver használata. Első repülésére 1955-ben került sor, majd 1958-ban rendszeresítették. Az F–105 nagyobb bombaterhet vihetett magával, mint a második világháborúban bevetett nagyobb stratégiai bombázók, mint például a B–17 Flying Fortress és a B–24 Liberator. Az F–105 egyike volt a fő csapásmérő repülőgépeknek, melyeket a vietnámi háborúban használtak; több mint 20 000 bevetést repültek ezzel a típussal, ezalatt 382 gépet veszítettek (a 833 darabos legyártott mennyiség közel fele) beleértve a 62 darab műszaki hiba miatt elveszített gépet. Habár a kisebb MiG vadászgépeknél lassabb, az F–105-ök 27,5 légigyőzelmet értek el velük szemben.
A háború alatt az együléses F–105D volt a fő repülőgép, amellyel nehéz bombaterhet juttattak célba. Ez idő alatt a kétüléses F–105F és F–105G „Wild Weasel” változatok lettek az első típusok, melyeket az ellenséges légvédelmi rendszerek elleni harcra (SEAD) használtak, ilyen volt például a szovjet gyártmányú SZ–75 Dvina (NATO-kódja: SA–2 Guideline) földi telepítésű légvédelmi rakéták. Két Wild Weasel pilótát a Medal of Honor érdemmel tüntettek ki, miután észak-vietnámi légvédelmi rakétákat támadtak, majd még azon a napon egyikük lelőtt két MiG–17-est is. A veszélyes küldetések során gyakran ők voltak az elsők, akik a harcizónába repültek, majd ők hagyták el utoljára azt, ezalatt meg kellett semmisíteniük a légvédelmet, míg a csapásmérő gépek teljesítik küldetésüket, és csak ezután távozhattak ők is.
Mint a történelem legnagyobb együléses, egyhajtóműves repülőgépe, az F–105 súlya közel 23 tonna volt. Tengerszinten elérhette a hangsebességet, nagy magasságon képes volt a Mach 2 elérésére is, emellett pedig akár 6400 kilogrammnyi bombát és rakétát vihetett magával. A Thunderchiefet később a McDonnell Douglas F–4 Phantom II és a General Dynamics F–111 Aardvark váltotta le Vietnám felett, habár a Wild Weasel változatok egészen 1984-ig szolgálatban maradtak, majd a specializált F–4G „Wild Weasel V” váltotta fel a típust.

## Fejlesztés

### Tervezési fázis
A Republic Aviation a Thunderchief fejlesztését egy belső tervezetként kezdte az RF–84F Thunderflash leváltására. A tervezőcsapatot Alexander Kartveli vezette, aki 108 konfigurációt vizsgált meg, mielőtt választása egy nagy, egyhajtóműves gépre esett, amely az AP–63FBX (Advanced Project 63 Fighter Bomber, Experimental), pontosabban az AP–63–31 jelölést viselte. Az új repülőgépet elsősorban szuperszonikus, alacsonyan támadó gépnen szánták, amely egy, a belső bombatérben elhelyezett nukleáris bombát szállított. A hangsúlyt a kis magasságon történő magas sebességre és repülési karakterisztikára, hatótávolságra és terhelhetőségre helyezték. A repülőgépet egy nagy hajtóművel, viszonylag kicsi szárnyakkal és magas szárnyterheléssel tervezték az alacsonyan történő stabil repülés, kisebb gyorsulás és szuperszonikus sebesség elérése érdekében. A hagyományos repülési képességek, mint a manőverezőképesség másodlagosak voltak.

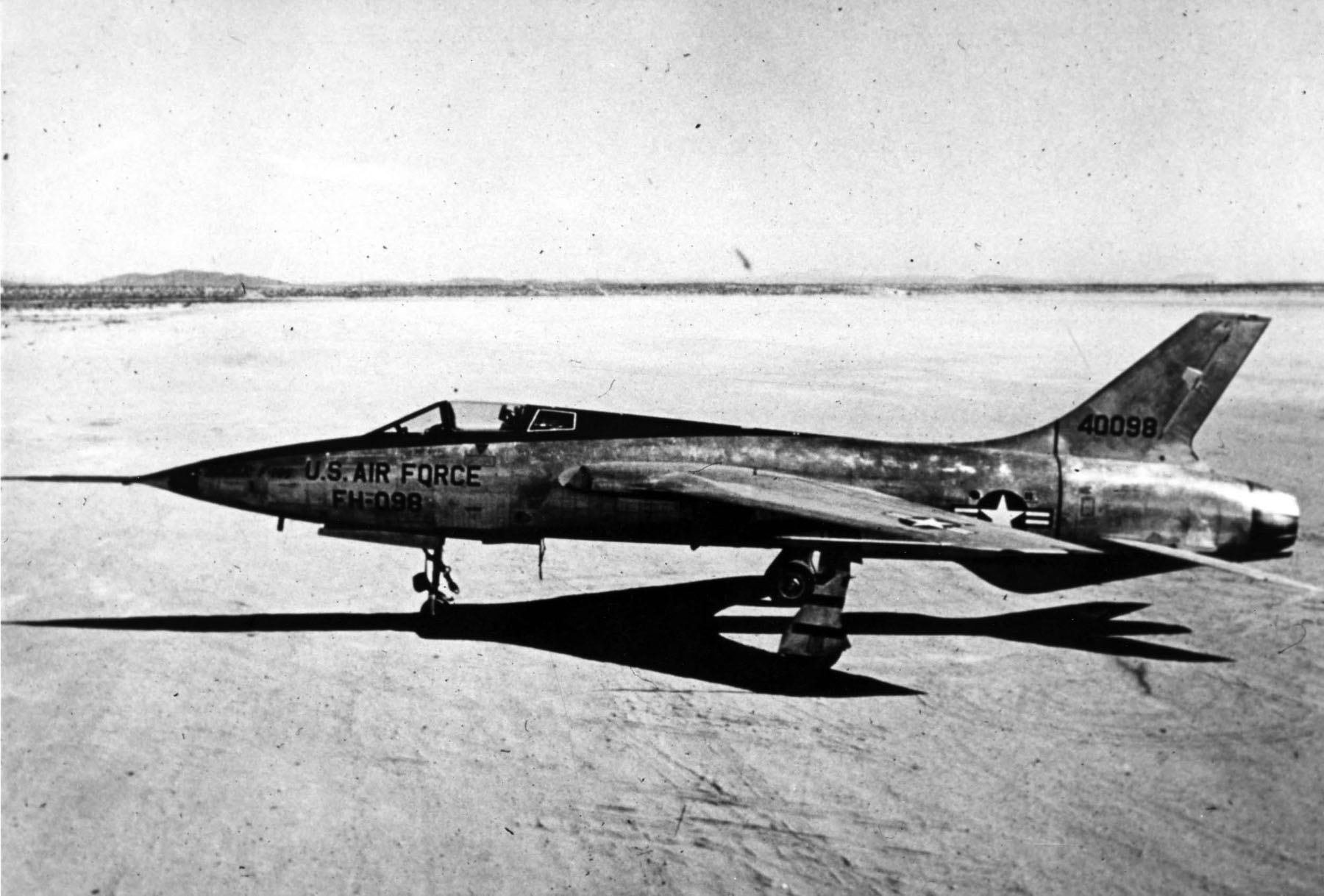
Republic YF–105A, 54-0098 szériaszámmal, az első a két prototípus közül

A United States Air Force elsőre nagyon lelkesült, így a Republicot 1952 szeptemberében egy 199 repülőgépről szóló megbízással látta el. Habár 1953 márciusában ezt a számot 37 vadászbombázóra és kilenc taktikai felderítő gépre csökkentette, mivel a koreai háború a végéhez közeledett. 1953 októberében az F–105 makettje elkészült, a gép pedig olyan nagyra nőtt, hogy az Allison J71 sugárhajtómű beszerelésére helyett a sokkal erősebb Pratt & Whitney J75 hajtóművet választották. A hajtómű fejlesztésének késlekedései miatt az első gépet a kisebb Pratt & Whitney J57 hajtóművel látták el. Az 1953-as év vége felé a késlekedések és bizonytalanságok miatt az USAF leállította a programot, habár 1954. június 28-án hivatalosan 15 darab F–105-t (kettő YF–105A, négy YF–105B, hat F–105B és három RF–105B) rendelt WS–306A fegyverrendszeri jelölés alatt.
A YF–105A prototípus 1955. október 22-én repült először, ezt 1956. január 28-án követte a második YF–105A. Mivel a sokkal gyengébb J57–P25 hajtóművel készült, amely utánégetővel 67 kN tolóerőt biztosított (a J75 várható teljesítménye utánégetővel 109 kN) az első prototípus első repülésekor Mach 1,2 sebességet ért el. Mindkét prototípusnál hagyományosan a szárnytőnél légbeömlőket alakítottak ki, géptörzsük pedig a korra jellemzően vékony kialakítású volt. A Republic szerint az YF–105A nem fogja megmutatni a végső gép igazi képességeit, mivel azon a sorozatgyártás előtt még sokat fognak változtatni. Az elégtelen meghajtás és az aerodinamikai problémák, illetve a Convair F–102-se a repülőgéptörzs újratervezéséhez vezetett, így kapta a gép a „darázsderék” alakját.

### Gyártás

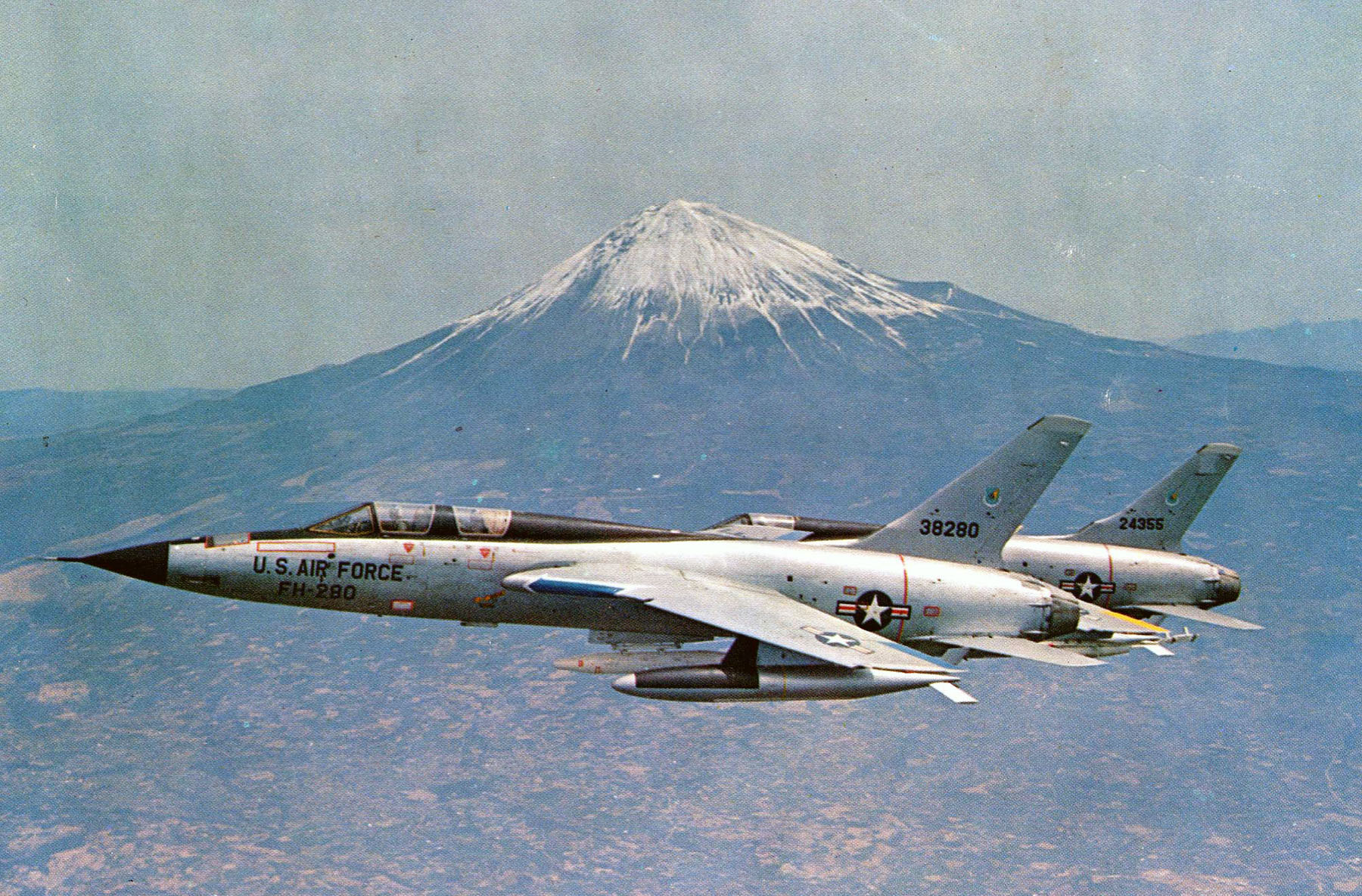
Egy USAF F–105F–1–RE kiképzőgép és egy F–105D–31–RE, a háttérben a Fudzsi

1956 márciusában az USAF további 65 F–105B és 17 RF–105B típust rendelt. A nukleáris bombavetéshez a gépet ellátták egy MA–8 tűzvezetőrendszerrel, AN/APG–31 radarral és K–19 irányzékkal. Az első előszériás YF–105B 1956. május 26-án repült először. 1956 júniusában öt F–105C gyakorlóváltozatot adtak a beszerzési tervhez, majd ezt 1957-ben törölték. Az RF–105 felderítő változatot 1956 júliusában törölték. A Légierő az F–105B sorozatgyártását 1957. május 27-én hagyta jóvá. 1957 júniusában a Republic Aviation F–105-éhez a Thunderchief nevet igényelte, amely a cég Thunder-nevű gépeinek folytatása lett, a korábbiak közül néhány: P–47 Thunderbolt, F–84 Thunderjet és F–84F Thunderstreak; az USAF egy hónappal később hivatalossá tette a megnevezést.
Azért, hogy kielégítsék a Légierő kívánalmait egy minden időjárási körülmény között bevethető típus iránt, a Republic 1957-ben előállt az F–105D változattal. Ez a típus több fejlett navigációs rendszerrel és továbbfejlesztett kijelzőkkel rendelkezett. Lehetőség volt a TX–43 típusú nukleáris fegyver hordozására is. Az RF–105 felderítő változat fejlesztését is újraindították, amely immár az F–105D változaton alapult. Az első D változat első repülésére 1959. június 9-én került sor. A kezdeti tervek, miszerint több mint 1500 darab F–105D-t gyártanak, hamar szertefoszlottak, miután Robert McNamara védelmi miniszter elhatározta, hogy csak hét repülőosztályt szerelnek fel ezzel a típussal. 1961 novemberében a gyártást leállították, miután a Légierő hadrendbe állította a Haditengerészet F–4 Phantom II gépét.
Az utolsó 143 darab legyártott Thunderchief a kétüléses F–105F gyakorlóváltozat volt. Ez a típus az F–105D változaton alapult, de 79 centiméterrel hosszabb volt, hogy elegendő hely legyen a hátsó pilótafülkének. Egyébként a repülőgép hasonló repülési teljesítménnyel rendelkezett, mint az F–105D. A gyártás 1964-es leállásáig összesen 833 darab F–105 készült. A folyamatos továbbfejlesztések növelték a jármű megbízhatóságát és maximális fegyverterhelhetőségét. A Vietnám légterét védő légvédelmi rakéták okozta veszély miatt több tucat F–105F típust alakítottak át a radarelhárító Wild Weasel típusra, melyeket az F–105G jellel láttak el.

## Tervezet

### Áttekintés

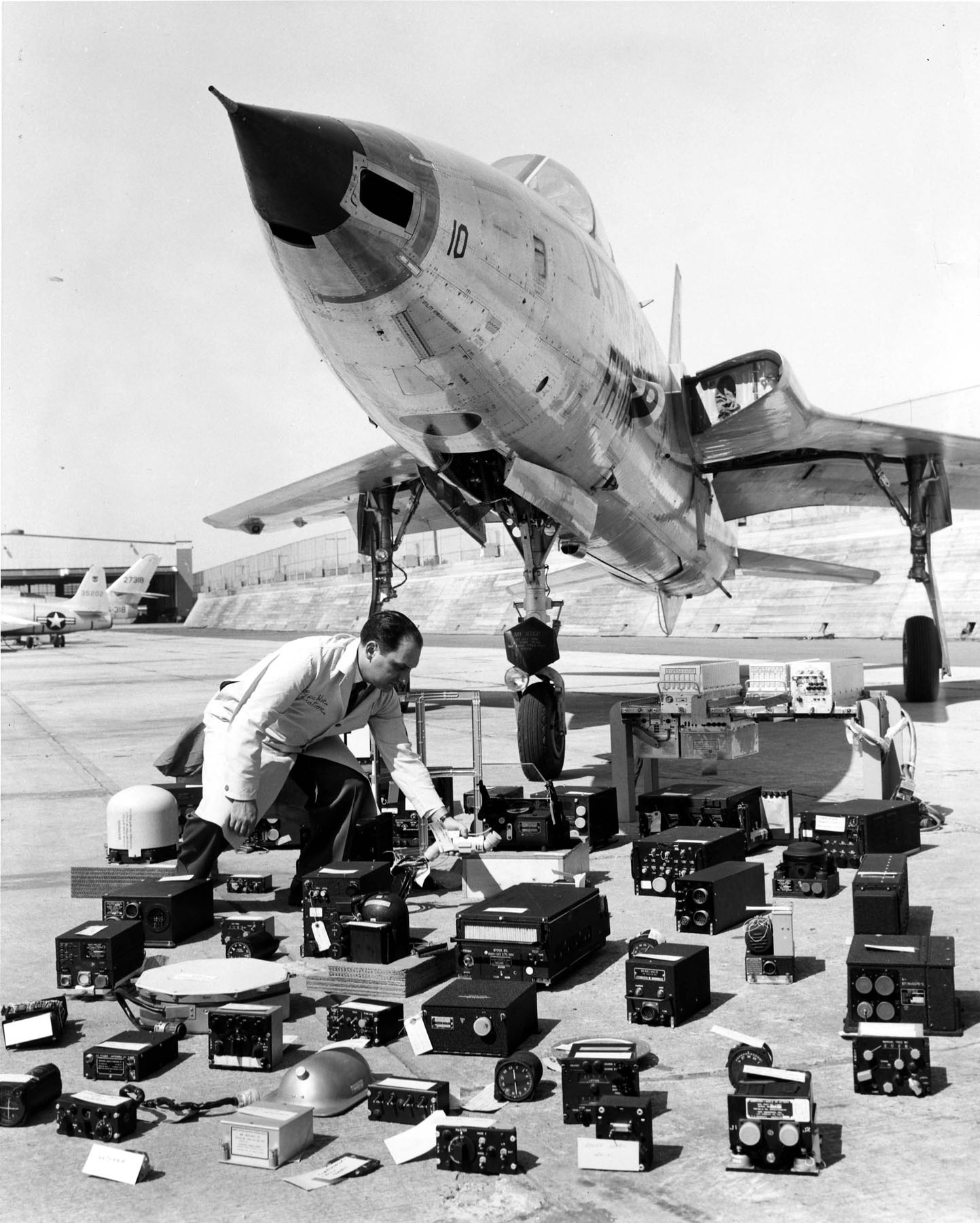
A Republic F–105B avionikai felszerelésével

Az F–105 egy középszárnyas, egyfedelű repülőgép 45°-os szárnynyilazással. Légbeömlőnyílásait a szárnytöveknél alakították ki, így a gép orra szabadon maradt az orrkúpnak, melyben a radarberendezéseket helyezték el. A géptörzs 4480 liter üzemanyag tárolásához és egy belső bombatérhez elegendő helyet biztosított. A bombaszekrény méretei eredetileg egy darab nukleáris fegyver hordozásához voltak kialakítva, de általában beszereltek még egy 1300 literes üzemanyagtartályt is. A repülőgépen négy szárny alatti és egy törzs alatti felfüggesztési pont is volt; a két belső szárny alatti és a törzs alatti felfüggesztési ponton 1700 és 2500 literes üzemanyag-póttartályokat lehetett hordozni. A külső szárny alatti felfüggesztési pontokon rakétákat vagy bombákat hordozhatott a repülőgép. A gép orrának bal oldalába egy darab hatcsövű, Gatling-rendszerű 20 mm-es M61 Vulcan (eredeti megnevezése T–171E3) típusú gépágyút szereltek be. A szárnyvégeken található pilonokon rövid hatótávolságú AIM–9 Sidewinder légiharcrakétákat szállíthattak.
Az F–105-öt főleg kis magasságon történő harchoz tervezték, és a kis magasságon elérhető nagy sebessége volt legnagyobb előnye, mikor a MiG–17-hez, J–5-höz és MiG–21-hez hasonló vadászgépekkel csapott össze. Az F–105 27,5 légigyőzelmet aratott. A harci tapasztalatok alapján az F–105D típust már jobb katapultüléssel, pótlólagos páncélzattal, javított fegyverirányzékkal és rádióelektronikai zavarókonténerrel (Electronic Counter Measures – ECM) szerelték fel.

### Repülési tulajdonságok

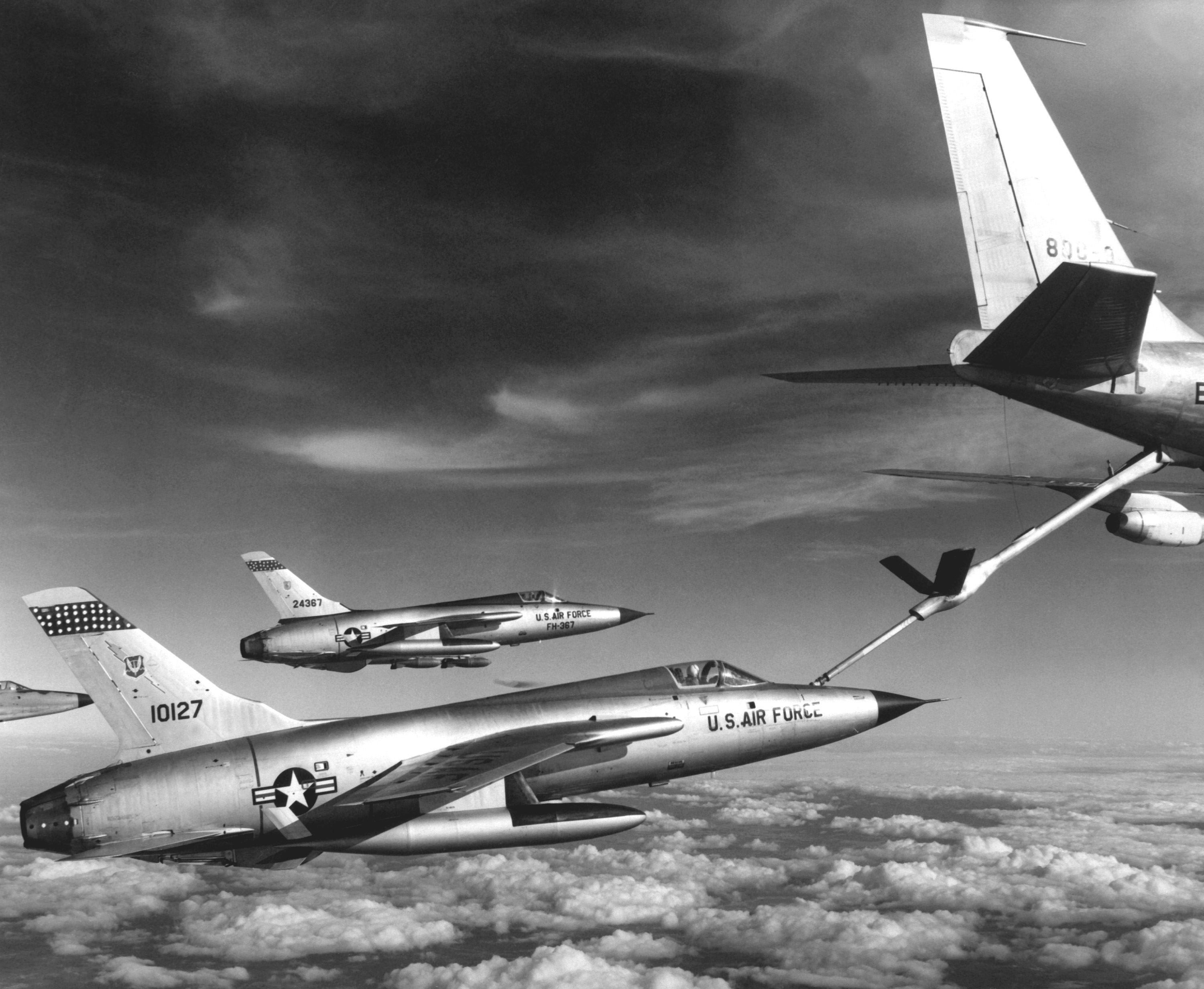
F–105 Thunderchief üzemanyagot vételez egy KC–135 tankerből

Az egykori F–86 Sabre pilóta, Jerry Noel Hoblit-ot lenyűgözte az F–105 mérete, mikor először látta; a gép légbeömlőnyílását csak nekifutásból felugorva érte el. Az F–105 pilótafülkéje tágas, jó kilátást biztosít; a fejlett elektronikát könnyű megtanulni kezelni. Fel- és leszállások során gyakran 370 km/h sebességet értek el vele. A szárnyféklapok minden sebességnél jó irányíthatóságot biztosítottak, a farokkúp négyrészes féklapjai (melyek az utánégető beindításakor valamelyest szétnyílnak) igen hatékonyak még szuperszonikus sebesség mellett is.
A vadászpilóták körében az új repülőgép fogadtatása közömbös volt. Nagy méretei és kezdeti problémás üzemeltetése miatt az F–105 különféle beceneveket szerzett magának. A fentebb már említett „Thud” mellett használták a „Squat Bomber”, „Lead Sled” és a „Hyper Hog” és/vagy „Ultra Hog” neveket is. A repülőgép támadó képességei miatt szarkasztikusan hívták még „Triple Threat”-nek (Háromszoros Veszély) is – lebombázhat téged, gépágyúzhat téged vagy rádzuhanhat. Pozitív tulajdonságai, mint például a megbízható vezérlés, erős teljesítmény nagy sebesség és alacsony magasság mellett és elektronikája meggyőzött néhány pilótát.

### Speciális módosítások

#### Commando Nail

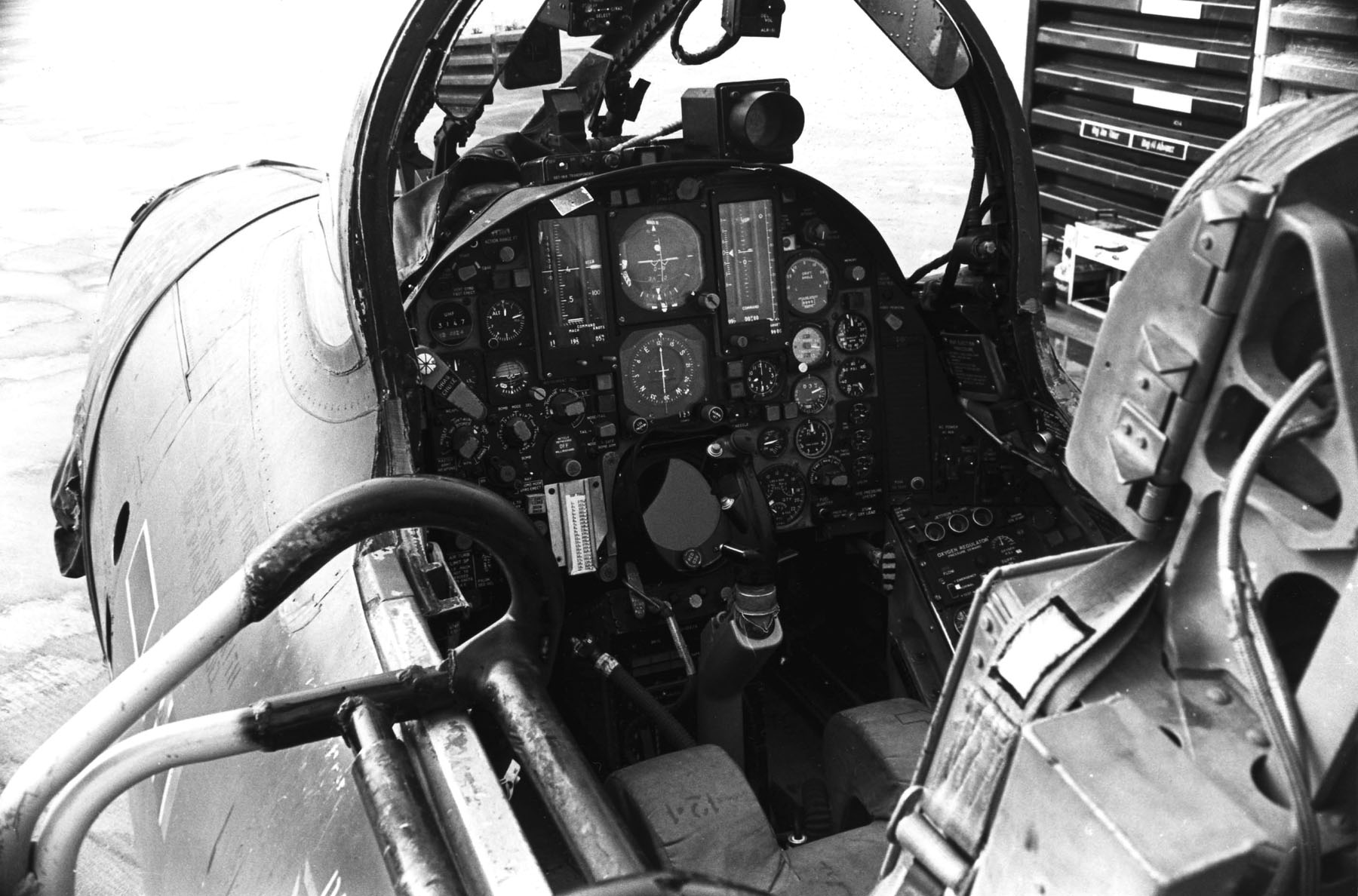
Az F–105D Thunderchief pilótafülkéje

Néhány kétüléses F–105F hátsó pilótafülkéjét módosították a Commando Nail projekt alatt egy R–14A radar és radartávcső beszerelésével. Ezeket a gépeket minden időjárási körülmények között és éjszakai alacsony magasságon végrehajtott csapásmérésekre használták különösen veszélyes célpontok ellen a 13. Tactical Fighter Squadron (1966–1975) kötelékében, 1967. áprilisi kezdéssel. Néhányat közülük később Wild Weasel III szabványra alakítottak át.
A MiG támadások megakadályozása érdekében néhány F–105F gépet felszereltek Hallicrafters QRC–128 kommunikációzavaró rendszerrel, a Combat Martin projekt alatt. Az észak-vietnámi elfogóvadász erő a szovjet légvédelmi doktrínát követte, miszerint a pilótákat földi irányítók vezénylik rádión keresztül. A QRC–128, beceneve „Colonel Computer”, az F–105F hátsó pilótafülkéjében kapott helyet. Ezek közül a gépek közül is néhányat Wild Weasel III szabványra módosítottak.

#### Thunderstick II
A vietnámi tapasztalatok rávilágítottak, hogy szükség van jobb vizuális és vak bombázási kapacitásra. 1968 márciusában a Légierő elrendelte egy új bombázó és navigációs rendszer kifejlesztését, amely együttműködik a LORAN vevővel, amely egy belső navigációs rendszer, és az R–14A radarral. Az AN/ARN–85 LORAN vevő folytonos problémái az AN/ARN–92 kifejlesztéséhez vezettek. Ezek a gépek 15 méteres pontossággal 4600 méteres magasságból dobták bombáikat. Habár az első Thunderstick II 1969-ben repült először, soha nem vetették be Vietnámban. Összesen 30 darab F–105D kapott ilyen módosítást.

### Wild Weasel
1965-ben az USAF Vietnámban szolgálatba állított kétüléses F–100F Super Sabre gépeket, melyek speciálisan légvédelmi lokátorok elleni harcra (SEAD) voltak felszerelve. Becenevük a „Wild Weasel” volt, ezek a gépek több győzelmet is arattak az észak-vietnámi légvédelmi lokátorok ellen. A másodpilóta egy navigátor volt, aki elektronikai harcászati tisztként (Electronic Warfare Officer – EWO) szolgált a gépen, feladata pedig szenzorinformációk megfejtése és a pilóta célpontra vezetése volt. Habár az F–100F csak egy köztes megoldásnak számított, korlátozott terhelhetősége több repülőgép használatát kívánta a sikeres csapásméréshez; ezen kívül nem rendelkezett a megfelelő sebességgel és teljesítménnyel, hogy védelmezze az F–105-öst.
Ez a helyzet keltette életre az EF–105F Wild Weasel III típust (az EF jelölés közkedvelt volt, de nem hivatalos), melynek szenzorait és elektronikus zavaróberendezését AGM–45 Shrike lokátorromboló rakétákkal és hagyományos bombákkal egészítettek ki. A típus első képviselője 1966. január 15-én repült először, majd májusban érkeztek Délkelet-Ázsiába, ahol 1966. június 6-án repülték első bevetésüket.
A korai küldetéseknél egy EF–105F egy vagy két F–105D típussal repült együtt, oltalmazva őket az ellenséges légvédelem tüzétől. Míg ez a stratégia hatékonyan csökkentette az F–105D típus veszteségeit, addig a Weasel típus nagy veszteségeket szenvedett el, 1966 júliusa és augusztusa között az első 11 gépből öt veszett oda. 1967 őszére az EF–105F típust továbbfejlesztették a végső Wild Weasel Thunderchief változatra, az F–105G-re.
Az F–105G magában foglalt számottevő mennyiségű új SEAD avionikát, ideértve egy továbbfejlesztett RHAW rendszert, amely a szárnyvégek újratervezését igényelte. Azért, hogy felszabadítsanak külső felfüggesztési pontokat további fegyverzet hordozásához, a Westinghouse AN/ALQ–105 rádióelektronikai zavarókonténert a géptörzs oldalába építették be. Harminc repülőgépet AGM–78 Standard ARM lokátorromboló rakéták hordozásához szükséges indítósínekkel láttak el. Egy tipikus bevetésen az F–105G két Shrike rakétát szállított a külső felfüggesztési pontokon, egy belső felfüggesztési ponton egy Standard rakétát, melyet a másik oldalon egy 1700 literes póttartállyal ellensúlyoztak, a törzs alatti felfüggesztési ponton pedig egy 2500 literes tartály kapott helyet.

### Árak
|                                       | F–105B               | F–105D               | F–105F/G                                   |
| ------------------------------------- | -------------------- | -------------------- | ------------------------------------------ |
| Kutatás-fejlesztési egységár          | 2716 repülőgépenként | 2716 repülőgépenként | 2716 repülőgépenként                       |
| Repülőgépváz                          | 4 914 016            | 1 472 145            | 1 524 000                                  |
| Hajtómű                               | 328 797              | 244 412              | 290 000                                    |
| Elektronika                           | 141 796              | 19 346               | 251 000                                    |
| Fegyverzet                            | 232 913              | 167 621              | 154 000                                    |
| Anyagi ellátás                        | 32 021               | 19 346               | 21 000                                     |
| Flyaway cost                          | 5 649 543            | 2,14 millió          | 2,2 millió                                 |
| 1973-as módosítási költség            | 261 793              | 282 687              | 701 645 plusz 1803 az F–105G átalakításhoz |
| Költség repült óránként               |                      | 1020                 | 1020                                       |
| Karbantartási költség repült óránként | 718                  | 809                  | 808                                        |

Megjegyzés: A fent említett árak hozzávetőlegesen az amerikai dollár 1960-as évekbeli értékében vannak megadva.

## Harctéri alkalmazás

### Bemutatkozás
Az F–105B 1958 augusztusában lépett hadrendbe az Amerikai Légierő Tactical Air Command 4. Tactical Fighter Wing-jének 335. Tactical Fighter Squadron-jában, habár a repülőszázad 1959-ig nem érte el a teljes bevethetőségi szintet. 1959. december 11-én egy F–105B, pilótája Brig Gen Joseph Moore (a 4. Tactical Fighter Wing parancsnoka) 1958 km/h sebességrekordot állított fel. Az avionika és az MA–8 tűzvezetőrendszer nehézségei hamar megmutatkoztak. A cserealkatrészek hiánya 1960-ra a teljes F–105B flottát a földre kényszerítette. 1964-ben módosított F–105B repülőgépeket, melyeken a géppuskát ballaszttal helyettesítették, a géptörzset és a szárnyakat megerősítették, és ellátták füstképzővel, majd a United States Air Force Thunderbirds műrepülőcsapathoz kerültek. Mindössze hat bemutató után egy végzetes baleset történt a gépváz túlterhelése miatt, ezt követően a csapat visszatért az F–100 Super Sabre gépekhez.
1964-re az F–105B-ket a frontvonalon a jobb képességű F–105D típus váltotta le, amely fejlettebb NASARR R–14A radarral és AN/ASG–19 Thunderstick tűzvezetőrendszerrel rendelkezett. Az R–14A radar domborzatkövető-radarképességgel is rendelkezett, a műszerfalat is lecserélték. Azért, hogy beszerelhessék az új radart, amelynek nagyobb radartányérja volt, a géptörzs elülső részét újra kellett tervezni, így a gép hossza 42 centiméterrel megnőtt.
Az F–105D 1960 szeptemberében lépett szolgálatba a 335. Tactical Fighter Squadron kötelékében, habár bevethetőségi szintjét csak az 1961-es év elején érte el. Az első tengerentúli F–105 egységeket 1961-ben állították fel Nyugat-Németországban, májusban a bitburg-i légibázison a 36. Tactical Fighter Winget, októberben a spangdahlem-i légibázison a 49. Tactical Fighter Wing-et. Mindkét osztály fő feladata a nukleáris bombavetés volt. Az F–105D-t áttelepítették a Csendes-óceánra is, 1962-ben létrehozva Okinawán a 18. Tactical Fighter Wing-et, 1963-ban létrehozva a 8. Tactical Fighter Wing-et.
Az F–105B-hez hasonlóan az F–105D pályafutásának kezdetén karbantartási problémák adódtak. A „Thud” becenév eredete egyesek szerint az F–105 földbecsapódásának hangjából ered. 1961 decemberében, majd 1962 júniusában a teljes F–105D flotta a földön volt. Sok problémát megoldottak a gyártás során, majd 1964-re a korai F–105D-ket a Look Alike projekt keretében feljavították, habár hajtóműhibák és az üzemanyagrendszer problémái megmaradtak egészen 1967-ig.
Ez idő alatt a Légierő az F–105-ök feladatkörét a nukleáris hadviselésről a hagyományos bombavetésre váltották. A Look Alike továbbfejlesztések megnövelték a repülőgép szállítókapacitását négyről 16 darab hagyományos 340 kilogrammos bomba hordozására, és kiegészítették a bevethető fegyverzetet az AGM–12 Bullpup levegő-föld rakétával. 1961 júniusában egy F–105D egy teszt során 7000 kilogrammnyi bombaterhet vitt magával – ekkoriban rekordnak számított, hogy egy egyhajtóműves repülőgép háromszor annyi bombaterhet vihetett magával, mint egy második világháborús négymotoros bombázó, mint például a B–17 Flying Fortress vagy a B–24 Liberator, habár a hosszabb küldetések légi utántöltést igényeltek. Az egyik F–105D a Memphis Belle II nevet kapta a híres második világháborús B–17 után.

### Vietnámi háború

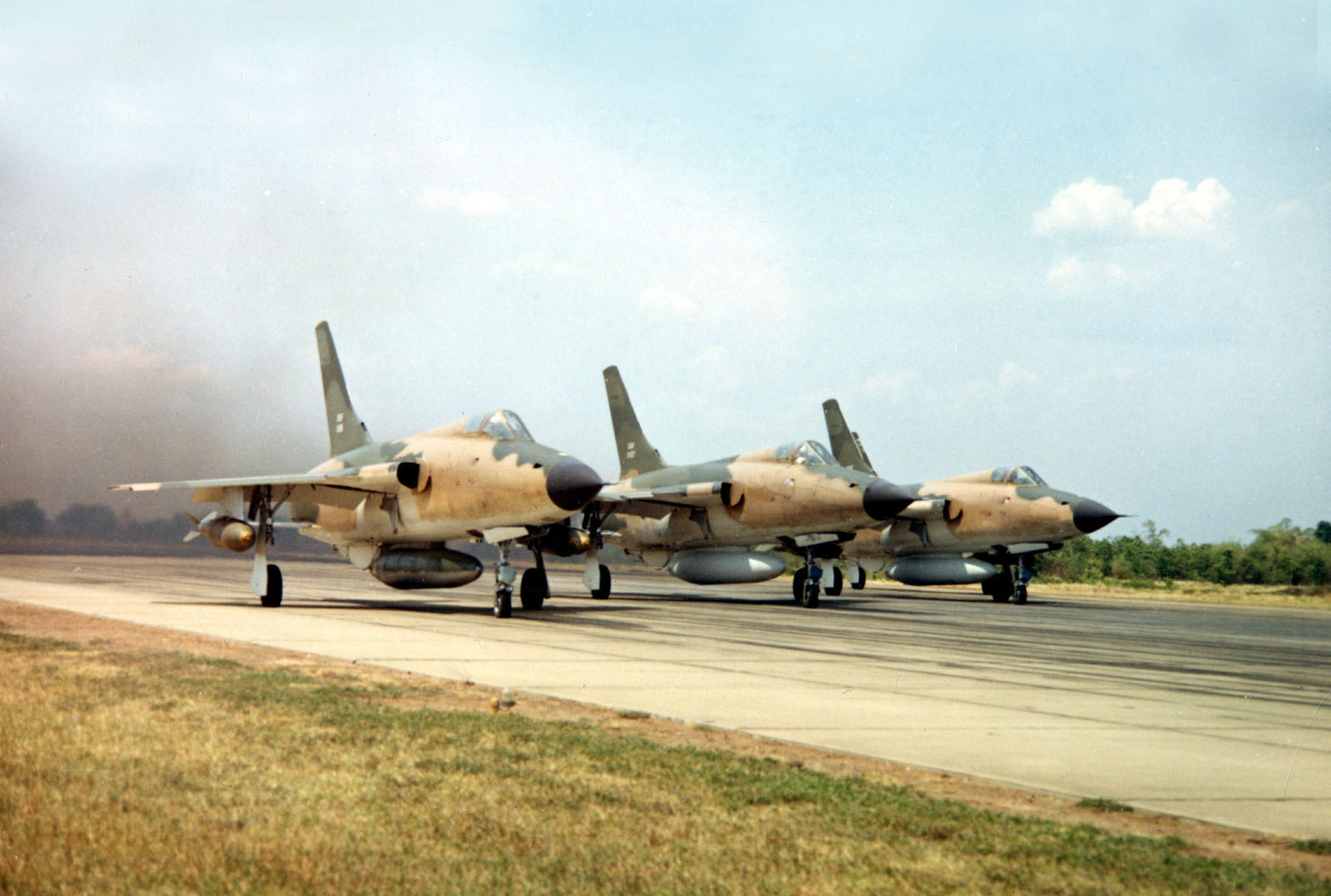
Három F–105 indul egy bombázóküldetésre Észak-Vietnám fölé, 1966

Szolgálatának problémás kezdete után az F–105 lett a legdominánsabb támadórepülőgép a vietnámi háború elején. Az F–105 több mint kétszer annyi bombaterhet szállíthatott gyorsabban és messzebbre, mint az F–100. Az F–105D első bevetésére 1964. augusztus 14-én került sor Plaine des Jarres-nél, ahol egy légvédelmi tüzérségi üteget kellett támadniuk. Ebben a küldetésben veszett oda az első Thunderchief, habár a pilóta képes volt visszarepülni vele Koratra. Az első csapásmérő küldetésre 1965. január 13-án került sor, aminek során a laoszi Ben Ken hidat rombolták le. Az 1965-ös év elején további F–105-ös repülőszázadokat helyeztek a thaiföldi Korat és Takhli légibázisokra. Az 1965. márciusi Rolling Thunder hadművelet kezdetén nagy számú F–105D gépet szállítottak ezekre a bázisokra, hogy részt vegyenek a nagyszabású bombázó küldetésekben.
1965. április 3-án összesen 79 repülőgépet, köztük 45 F–105 Thunderchiefet küldtek a Thanh Hoa híd ellen. A következő napon a második támadás során ellenséges MiG repülőgépek tűntek fel; összesen nyolc MiG–17 nézett szembe 46 F–105 és az őket kísérő 21 F–100 Super Sabre repülőgéppel. A MiG-ek kitértek a kísérőgépek elől, kihasználva a felhők takarását és a kis magasságon való repülést, majd a Thunderchiefek ellen indultak. Kettő „Thud”-ot lőttek le; egy harmadikat a földi légvédelem lőtt le, bár később az északiak egy MiG–17 javára írták a lelövést. Egy F–100-as érte el az egyetlen légi győzelmet a MiG-ek ellen, bár a vietnámi pilóták úgy hitték, három bajtársukat F–105-ök lőtték le. A híd ellenállónak bizonyult a légibombákkal szemben, több küldetésben is bombázták a hidat, mind F–105-ök mint a Haditengerészet gépei.
Egy tipikus észak-vietnámi küldetésen az F–105D két, a szárnyak alatti felfüggesztési ponton 1700 literes üzemanyag-póttartályt, egy 1500 literes üzemanyag-póttartályt a bombaszekrényben, és öt 450 kilogrammos vagy hat 340 kilogrammos bombát szállított magával. A küldetés során odafele, de olykor Hanoi-tól a visszaúton is szükség volt légi utántöltésre.
1967. augusztus 11-én a 335. Tactical Fighter Squadron F–105D gépei a 338. Tactical Fighter Squadron F–105 Wild Weasel gépeinek kíséretében végrehajtották az első sikeres támadásukat a Paul Doumer híd ellen. Alacsony magasságon történő repülés és zuhanóbombázás során az F–105 repülőgépek berepültek az észak-vietnámi légvédelmi lövegek hatótávolságába, így gyakran erős tűz alá kerültek. Összesen 395 F–105 veszett oda Délkelet-Ázsiában, melyből 334 darab (296 darab F–105D és 38 darab kétüléses) ellenséges tevékenység, 61 darab pedig üzemeltetési baleset következtében semmisült meg.
A Légierő F–105-eit F–4 repülőgépek kísérték, hogy megvédjék őket az ellenséges vadászgépektől. Habár a Thunderchief hivatalosan 27,5 légigyőzelmet ért el az észak-vietnámiak ellen, 17 gépüket ellenséges vadászok lőtték le (az észak-vietnámi pilóták szerint további 23 F–105 gépet lőttek le, de ezeket az USAF nem igazolta). A lelőtt ellenséges gépek mind MiG–17-ek voltak. Ebből 24,5 darabot gépágyúval (ebből egy győzelmet egy F–4-gyel közösen értek el), hármat pedig AIM–9 Sidewinder rakétával értek el. Egy F–105F nemhivatalosan három MiG vadászgépet lőtt le – egyet légiharc rakétával, egyet gépágyútűzzel egyet pedig a bombatérből kidobott bombákkal, amelyek egyenesen egy meglepett MiG útjába hullottak.

### Kivonás a hadrendből
Miután az F–105 gyártása befejeződött, a gépet más típusok váltották fel a vietnámi háborúban, főleg a McDonnell Douglas F–4 Phantom II. 1970 októberében a 335. Tactical Fighter Wing, amely a Takhli légibázison települt és az utolsó F–105D egység volt Vietnámban, megkezdte visszatérését az Egyesült Államokba. Az F–105G Wild Weasel változat végigszolgálta a háborút. Leváltásukra az F–4G Wild Weasel IV típust rendszeresítették.
A Thunderchiefet a vietnámi háború után gyorsan kivonták az USAF hadrendjéből. A 833 legyártott F–105 közel fele odaveszett Vietnámban. 1973-ban a Légierő a megmaradt gépeket elkezdte átadni a tartalékos légierőnek és a nemzeti gárdának. Az 1970-es évek végére ezek a gépek már öregedtek, fenntartásuk nehéz és költséges lett. A 128. Tactical Fighter Squadron utolsó F-105G típusait 1983. május 25-én vonták ki a hadrendből. Az F–105 utolsó repülésére 1984. február 25-én került sor.

## Változatok

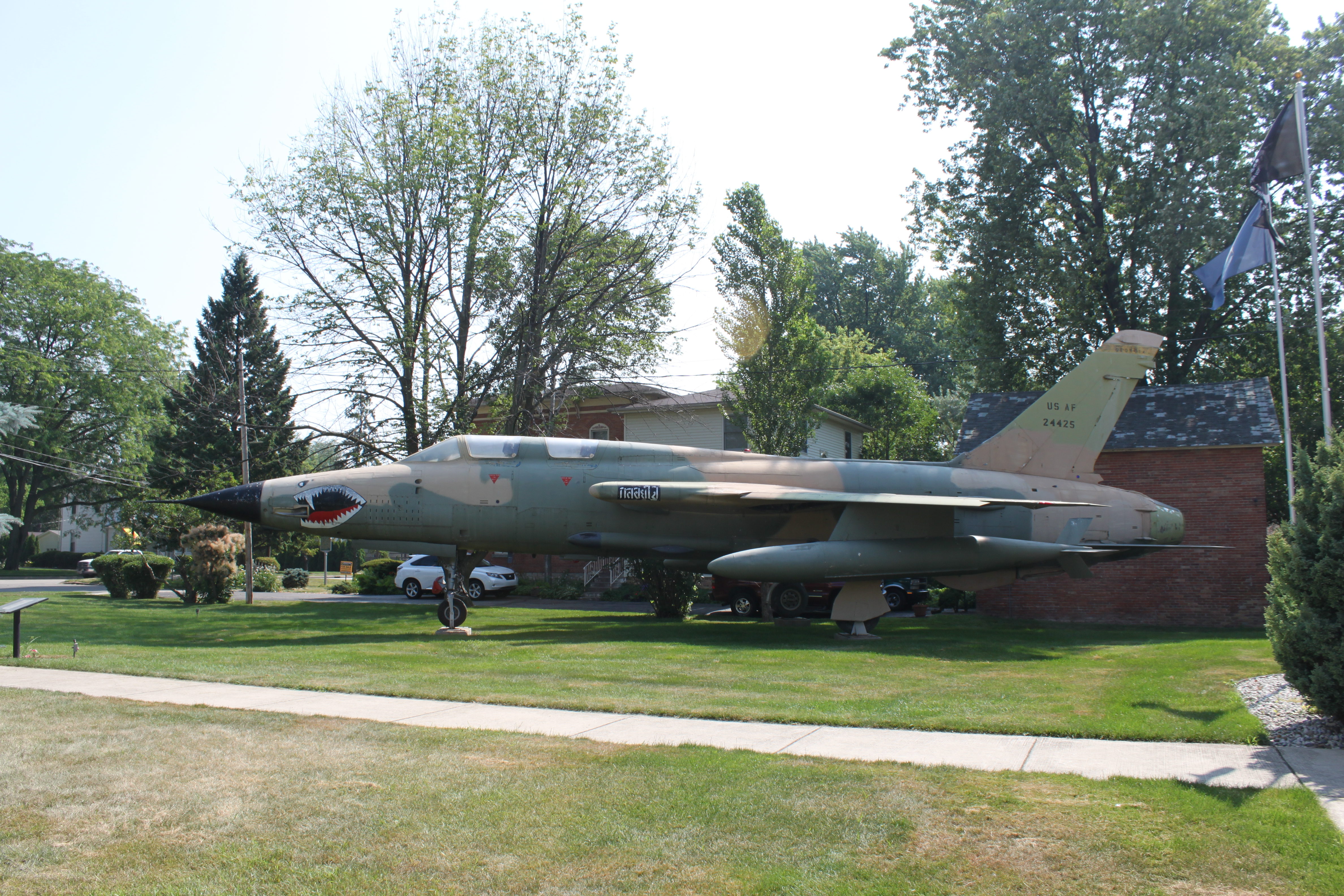
F–105G kiállítva, American Legion Post, Blissfield, MI

- YF–105A – Kettő prototípus P&W J57 hajtóművel.[84]
- YF–105B – Négy előszériás repülőgép P&W J75 hajtóművel.[84]
- F–105B – Kezdeti sorozatgyártott típusA N/APN–105 navigációs radarral, 71 darab készült.[84]
- JF–105B – Tesztgép RF–105B repülőgépalvázak újrafelhasználásával; három darab készült.[84]
- RF–105B – Az F–105B felderítő változatának készült; egyetlen darab sem épült belőle. Hármat rendeltek, de JF–105B típusként készültek el.[84]
- F–105C – Kétüléses kiképzőgépnek szánták; 1957-ben leállították a projektet, egy sem épült belőle.[9]
- F–105D – A végleges sorozatgyártott változat, minden időjárási körülmény között repülhető a fejlett avionikának köszönhetően, beleértve az AN/APN–131 navigációs radart; 610 darab készült.[56][85]
- RF–105D – Az F–105D felderítő változatának szánták; egy darab sem épült belőle.[84]
- F–105E – Az F–105D kiképző változatának szánták; 1959-ben leállították a projektet, egyetlen darab sem készült belőle.[86]
- F–105F – Az F–105D kétüléses kiképző változata hosszabb géptörzzsel. Teljes harci értékkel bírt, első felszállására 1963. június 11-én került sor. Összesen 143 darab készült.[21] Felszereléséhez tartozott egy AN/APN–148 navigációs radar is.
- EF–105F – A Wild Weasel/SEAD változat kezdeti jelölése, 54 darabot alakítottak át az F–105F típusokból.[84]
- F–105G – Kétüléses Wild Weasel/SEAD változat, az EF–105F továbbfejlesztett változata.[24] Ez a változat az AN/APN–196 navigációs radart használta.

## Üzemeltetők
Amerikai Egyesült Államok
- Az Amerikai Egyesült Államok Légiereje
  - Légierő Tartalékos Parancsnoksága
  - Légi Nemzeti Gárda

## Műszaki adatok (F–105D)

### Geometriai méretek és tömegadatok
- Hossz: 19,63 m
- Fesztávolság: 10,65 m
- Magasság: 5,99 m
- Szárnyfelület: 35,76 m²
- Üres tömeg: 12 470 kg
- Maximális felszállótömeg: 23 834 kg

### Hajtóművek
- Hajtóművek száma: 1 darab
- Típusa: Pratt & Whitney J75–P–19W utánégetős gázturbinás sugárhajtómű
- Maximális tolóerő: 63,74 kN
  - Utánégetővel: 109 kN

### Repülési adatok
- Legnagyobb sebesség: 2208 km/h
- Hatótávolság: 1250 km
- Szolgálati csúcsmagasság: 14 800 m
- Utazómagasság: 3550 m
- Emelkedőképesség: 195 m/s
- Szárny felületi terhelése: 452 kg/m²
- Tolóerő–tömeg-arány: 0,74

### Fegyverzet
- 1 darab 20 mm-es M61 Vulcan gépágyú, 1028 darab lövedékkel
- 6400 kg-nyi bombateher az öt megerősített pontokon (négy a szárnyak alatt, egy a törzs alatt) és a törzsben kialakított bombaszekrényben, szállíthatók hagyományos és nukleáris bombák, AIM–9 Sidewinder légiharcrakéták és AGM–12 Bullpup rakéták

### Avionika
- NASARR R–14A radar
- AN/ASG–19 Thunderstick tűzvezetőrendszer
- AN/ARN–85 LORAN (AN/ARN–92 a Thunderstick II típusra módosított repülőgépekben)

### Fordítás
- Ez a szócikk részben vagy egészben  a   Republic F-105 Thunderchief című angol Wikipédia-szócikk ezen változatának fordításán alapul.  Az eredeti cikk szerkesztőit annak laptörténete sorolja fel. Ez a jelzés csupán a megfogalmazás eredetét és a szerzői jogokat jelzi, nem szolgál a cikkben szereplő információk forrásmegjelöléseként.

## Külső hivatkozások
- Republic F-105 Thunderchief Archiválva 2007. szeptember 13-i dátummal a Wayback Machine-ben – Festésminták a WINGS PALETTE Archiválva 2007. augusztus 30-i dátummal a Wayback Machine-ben oldalán

### Kapcsolódó fejlesztés
- F–84F Thunderstreak

### Hasonló repülőgépek
- Q–5
- Szu–7
- Szu–22